# Lochness (album)
(L'irriducibile)
Lochness, pubblicato il 29 ottobre 1993, è un album della cantante italiana Mina. Commercializzato anche in vinile nel formato di doppio Lp.

## Descrizione
Dopo il Mostro di langhiana memoria (Sorelle Lumière), Mina si rifà ad un altro mostro famoso, quello di Lochness. La copertina, ancora una volta, mostra una rielaborazione del volto della cantante «coperto da un'inquietante mascheratura in metallo dorato, mentre una fila di bulloni coordinati le avvitano la fronte e le mascelle». In questo album - soprattutto nel primo disco (e forse in volontaria contrapposizione con l'immagine cyborg della copertina) - Mina «sembra optare per un riflessivo understatement, fatto di nuances e di interiorità pudica, che gli arrangiamenti [di Massimiliano] Pani raccolgono e assecondano con vigile senso del chiaroscuro ed eleganza forbita». «Sembra quasi vederla seduta nella penombra di un night club, appoggiata al pianoforte, mentre le spazzole accarezzano i piatti della batteria [e] lei intona qualche classico della canzone americana come Everything Happens to Me». «In qualche caso, il mostro compie qualche piccolo prodigio, come nel medley che lega Body and Soul a Non so dir (ti voglio bene) [e Nuages]. [...] Mina li canta in modo superbo, da grande vocalista jazz quale sa essere». «L'atmosfera si fa ancora più crepuscolare e malinconica quando [...] canta Joana Francesa» - che Chico Buarque ha dedicato a Jeanne Moreau - e struggente nella riesecuzione di due tanghi, Nostalgias, reso celebre da Carlos Gardel, e Adoro di Manzanero Canché. Se Parlami d'amore Mariù si trasforma in un «umbratile delirio sensuale», Love Me è «trattata con le atmosfere e i colori dell'epoca di Elvis Presley». In chiusura, una trilogia pop: una «volitiva versione» di La notte (La nuit) di Adamo, una «struggente» Teorema di Marco Ferradini e Herbert Pagani, «che rimane a tutt'oggi uno dei migliori pezzi della tradizione italiana» e Con il nastro rosa della coppia Battisti-Mogol, eseguita qui con «ironia un po' ribalda».
Il secondo disco si apre con «l'unica idea di stupefazione» che è Sì, l'amore, «dove fra sospiri e qualche ansimare erotico il testo è tutto nel titolo reiterato all'infinito, con grandissime esposizioni vocali», per proseguire con la jazzata L'irriducibile e il lento e rarefatto Stile libero, «brano di rara intensità che trasmette un'incredibile serenità». Se avessi tempo, scritto da Massimo Bizzarri e Riccardo Cocciante, «pregnante allusione continua a tutte le occasioni perse in un rapporto sentimentale [...], ci riporta alle atmosfere di Bugiardo e incosciente». Curiosa è Om mani peme hum, «ballata dall'ampio respiro» grazie al giusto equilibrio di chitarre acustiche, fiati, percussioni e coro e il cui titolo non è altro che un mantra buddista. Il secondo disco si chiude con una canzone-scioglilingua in cui aleggia il "fantasma" di Battisti, Sì che non sei tu, scritta dagli Audio2  (autori anche di Raso, «sontuosa e minesca ballata d'effetto»), seguita da Ti accompagnerò - «canzone sentimentale che è difficile da raccontare, tanto è densa di mille bagliori che illuminano l'anima di una donna innamorata» - e da una ninna nanna al contrario, Ninna pà.

## Tracce
Disco 1 / CD 1
1. Everything Happens to Me – 5:35 (Tom Adair, Matt Dennis)
2. Joana Francesa – 3:48 (Chico Buarque de Hollanda)
3. Body and Soul / Non so dir (ti voglio bene) / Nuages – 5:58
4. Nostalgias – 4:06 (testo: Enrique Cadícamo – musica: Juan Carlos Cobián)
5. Parlami d'amore Mariù – 2:00 (testo: Ennio Neri – musica: Cesare Andrea Bixio)
6. Love Me – 3:23 (testo: Mike Stoller – musica: Jerry Leiber)
7. Adoro – 4:35 (Armando Manzanero)
8. Con il nastro rosa – 4:55 (testo: Mogol – musica: Lucio Battisti)
9. La notte (La nuit) – 3:52 (testo: Nicola Salerno – musica: Salvatore Adamo)
10. Teorema – 4:47 (testo: Herbert Pagani – musica: Marco Ferradini)

Disco 2 / CD 2
1. Sì, l'amore (feat. Eugenio Quaini) – 4:05 (testo: Pomodoro – musica: Massimiliano Pani)
2. L'irriducibile – 4:20 (testo: Alberto De Martini – musica: Massimiliano Pani)
3. Stile libero – 3:02 (Claudio Sanfilippo)
4. Raso – 4:30 (Giovanni Donzelli, Vincenzo Leomporro)
5. Mille motivi – 4:36 (testo: Biagio Antonacci – musica: Massimo Bozzi)
6. Se avessi tempo – 4:14 (testo: Massimo Bizzarri – musica: Riccardo Cocciante)
7. Om mani peme hum – 4:57 (Marcella Brizzi)
8. Sì che non sei tu (feat. Audio 2) – 3:00 (Giovanni Donzelli, Vincenzo Leomporro)
9. Ti accompagnerò – 4:42 (testo: Fabrizio Berlincioni – musica: Mauro Culotta)
10. Ninna pà – 2:57 (Luca Raffaelli)

## Versioni Tracce
- Everything happens to me:

versione del '64, vedi Mina
- Nostalgias:

versione del '98, vedi Nostalgias

## Formazione
- Mina – voce
- Danilo Rea – pianoforte, tastiera, Fender Rhodes, fisarmonica
- Massimo Moriconi – basso, contrabbasso
- Angel "Pato" Garcia – chitarra classica
- Aldo Banfi – sintetizzatore
- Andrea Braido – chitarra
- Leonardo De Amicis – tastiera
- Paolo Gianolio – chitarra acustica, basso, chitarra elettrica
- Massimiliano Pani – tastiera, cori
- Francesco Puglisi – basso
- Maurizio Dei Lazzaretti – batteria
- Paolo Carta – chitarra
- Massimo Bozzi – tastiera, cori, chitarra
- Ellade Bandini – batteria
- Franco Serafini – sintetizzatore
- Candelo Cabezas - percussioni
- Pedro Pedrozo – arpa
- Fernando Brusco – tromba
- Mauro Parodi – trombone
- Claudio Wally Allifranchini – sax alto, flauto
- Giancarlo Porro – sassofono tenore, sassofono baritono, clarinetto
- Samuele Cerri, Emanuela Cortesi, Simonetta Robbiani, Moreno Ferrara – cori

## Classifiche

### Classifiche settimanali
| Classifica (1993) | Posizione massima |
| ----------------- | ----------------- |
| Europa            | 29                |
| Italia            | 1                 |

### Classifiche di fine anno
| Classifica (1993) | Posizione |
| ----------------- | --------- |
| Italia            | 35        |